# Давжан
Давжан (фр. Davejean) насеље је и општина у јужној Француској у региону Лангдок-Русијон, у департману Од која припада префектури Каркасон.
По подацима из 2011. године у општини је живело 114 становника, а густина насељености је износила 8,53 становника/km². Општина се простире на површини од 13,36 km². Налази се на средњој надморској висини од 400 метара (максималној 603 m, а минималној 354 m).

## Демографија
| 1962. | 1968. | 1975. | 1982. | 1990. | 1999. | 2011. |
| ----- | ----- | ----- | ----- | ----- | ----- | ----- |
| 92    | 144   | 131   | 112   | 130   | 116   | 114   |

График промене броја становника у току последњих година